# Antoine-Alexandre Morel
Pour les articles homonymes, voir Morel.
Antoine-Alexandre Morel, également orthographié Antoine Alexandre Morel, né en 1765 à Paris, en France, et mort dans la même ville le 2 juillet 1829, est un graveur français.

## Biographie
Antoine-Alexandre Morel est né en 1765 à Paris,. Très peu de détails sont connus sur les premières années de sa vie.
Arrivé à maturité, il devient éventuellement l'élève du peintre Jacques-Louis David, chef de file du courant artistique néoclassique,,. Ce dernier lui apprend diverses techniques relatives au dessin,,. Il devient aussi l'élève de Jean Massard et de François Robert Ingouf,,. Au terme de ce mentorat, Morel devient un spécialiste de la gravure d'interprétation au burin,,.
Parmi ses commanditaires les plus importants, Antoine-Alexandre Morel a produit des gravures pour des publications telles la Galerie du Palais-Royal, les Tableaux de la Galerie de Florence et du palais Pitti et Le Musée français,. Pour Le Musée français, le co-auteur de cette publication à de nombreux tirages, Pierre-François Laurent, pouvait débourser jusqu'à 2 200 livres pour acquérir une gravure de Morel. Pour la Galerie de Florence, Morel produit quelques gravures qui sont parues dans les deux premiers volumes de la publication, soit les années 1789 et 1792.
Plusieurs de ses œuvres sont conservées aux Musées d'Art de Harvard à Cambridge, au Massachusetts ainsi qu'au British Museum. Parmi la quarantaine de gravures qui lui est attribuée, une certaine partie est consacrée à la reproductions de statues antiques,,.
En ce qui concerne sa réception critique, il est répertorié que « le talent de M. Morel rappelle avec bonheur la manière des graveurs célèbres[,] son estampe du Serment des Horaces, ainsi que celle de Bélisaire, d'après son maître M. David, ont obtenu un succès mérité ». Henri Beraldi se montre moins clément à l'endroit de Morel : « On donne cependant le nom de 'graveur de David' à Morel, buriniste d'ailleurs ordinaire, régulier dans la taille, mais sans souplesse, pesant, et n'arrivant jamais qu'à des noirs plombés et désagréables ».
Morel a eu comme élève Étienne-Frédéric Lignon,.
Pendant la majeure partie de sa vie adulte, soit au moins de 1790 à 1824, Antoine-Alexandre Morel est logé au 26, rue de la Poterie, dans le quartier des Arcis, à Paris,. Ni conjointe ni enfant ne lui sont connus.
Antoine-Alexandre Morel est mort le 2 juillet 1829 dans la ville qui l'a vu naître,.

Gravures d'Antoine-Alexandre Morel
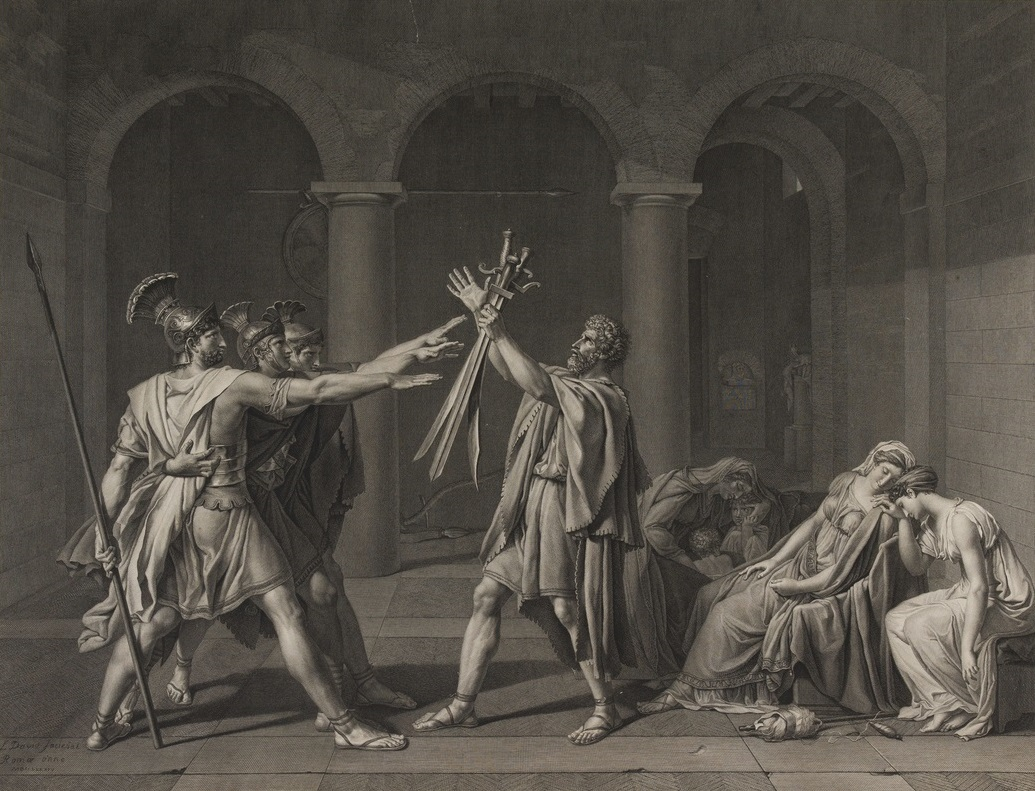
Le Serment des Horaces, d'après Jacques-Louis David.
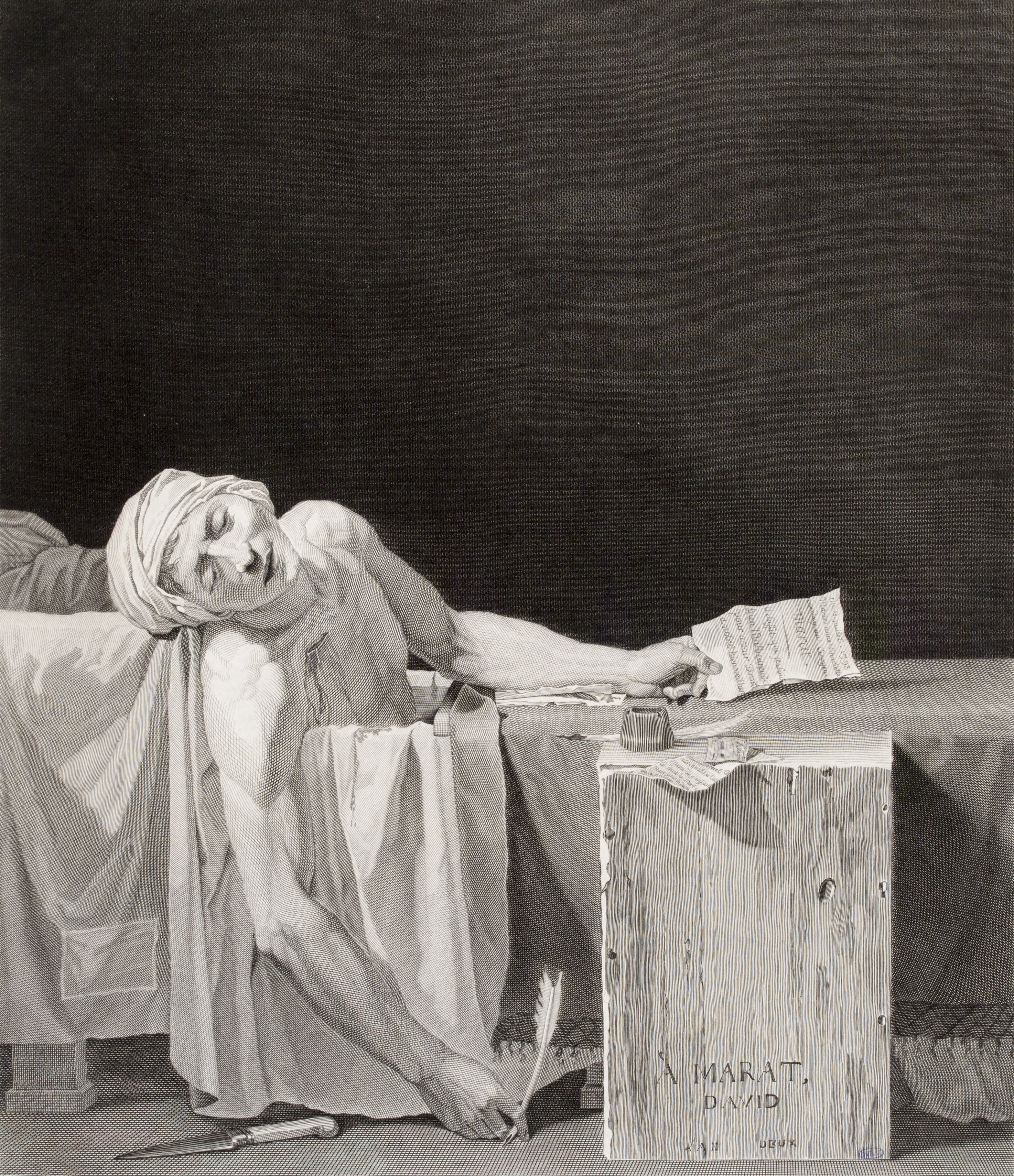
La Mort de Marat, d'après Jacques-Louis-David.
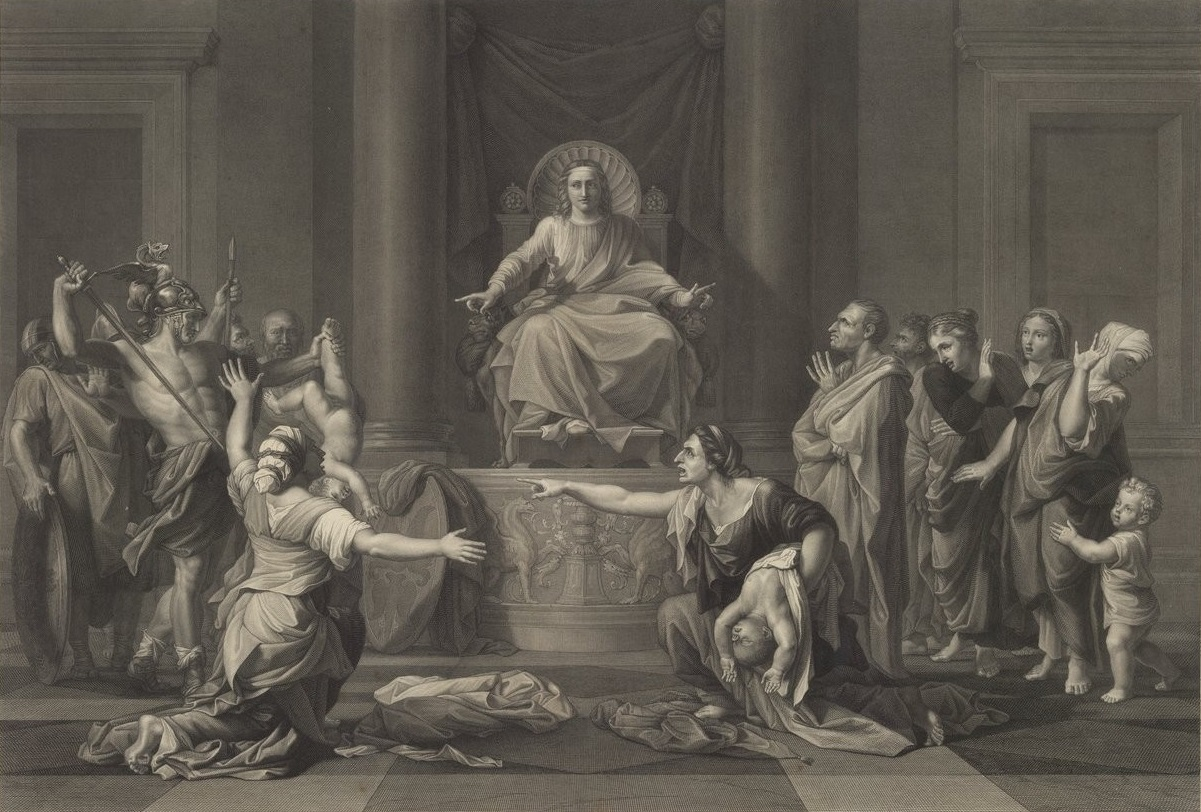
Le Jugement de Salomon, d'après Nicolas Poussin.
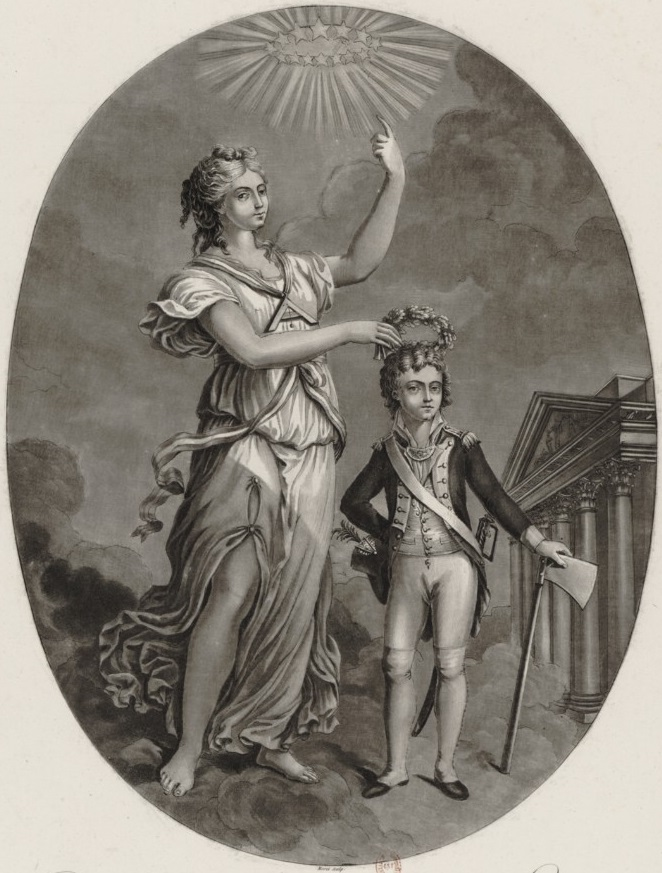
Viala couronné par l'Égalité.
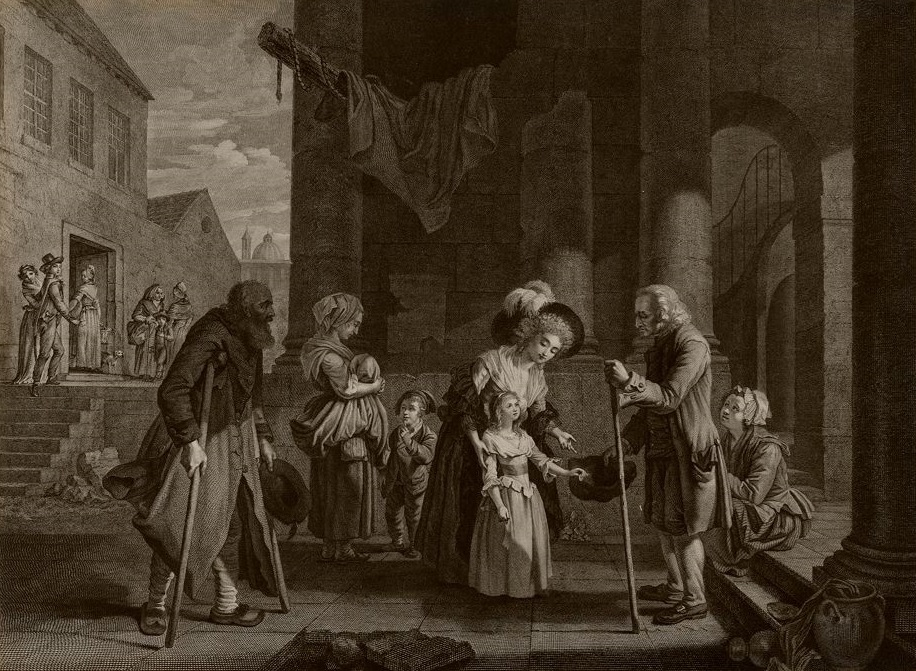
Charité.
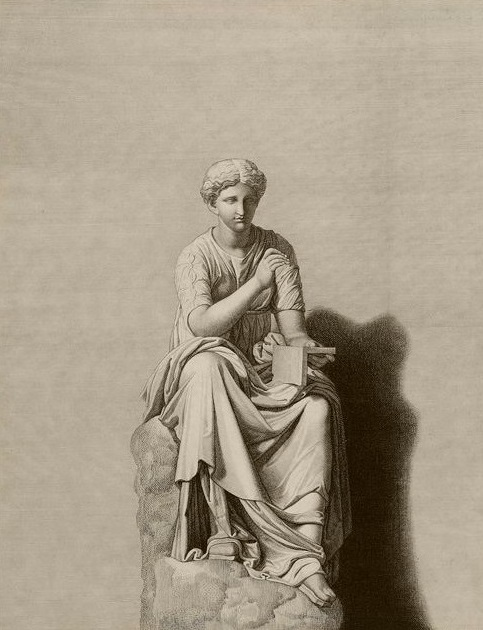
Calliope.
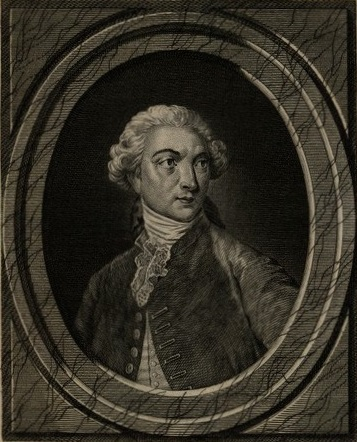
Portrait de Pierre Choderlos de Laclos.
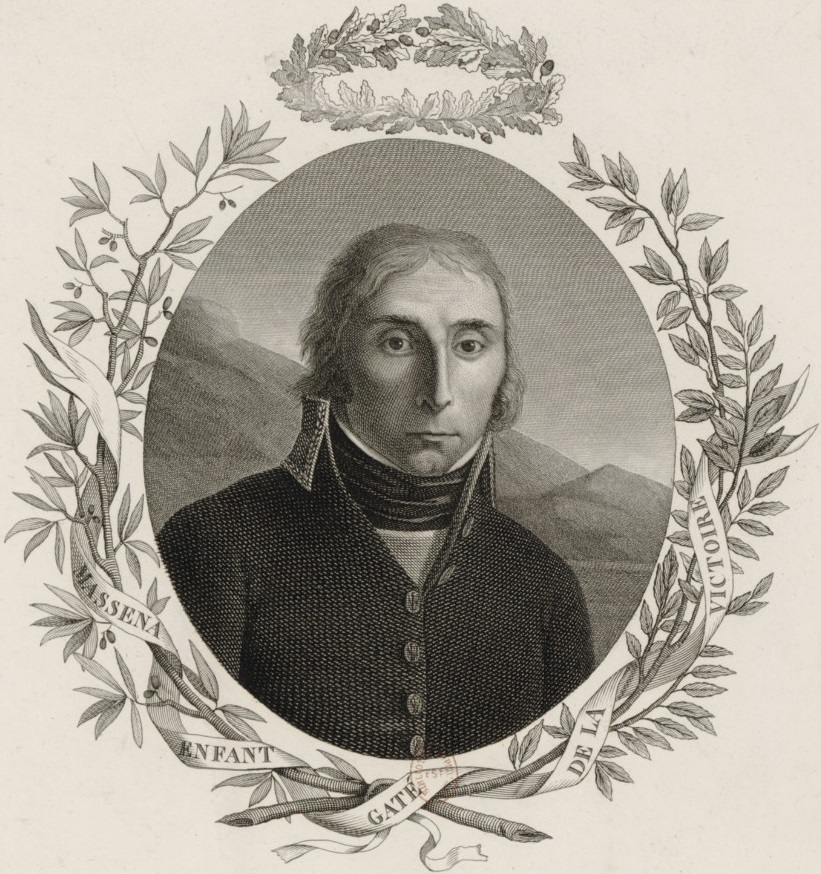
Portrait d'André Masséna.
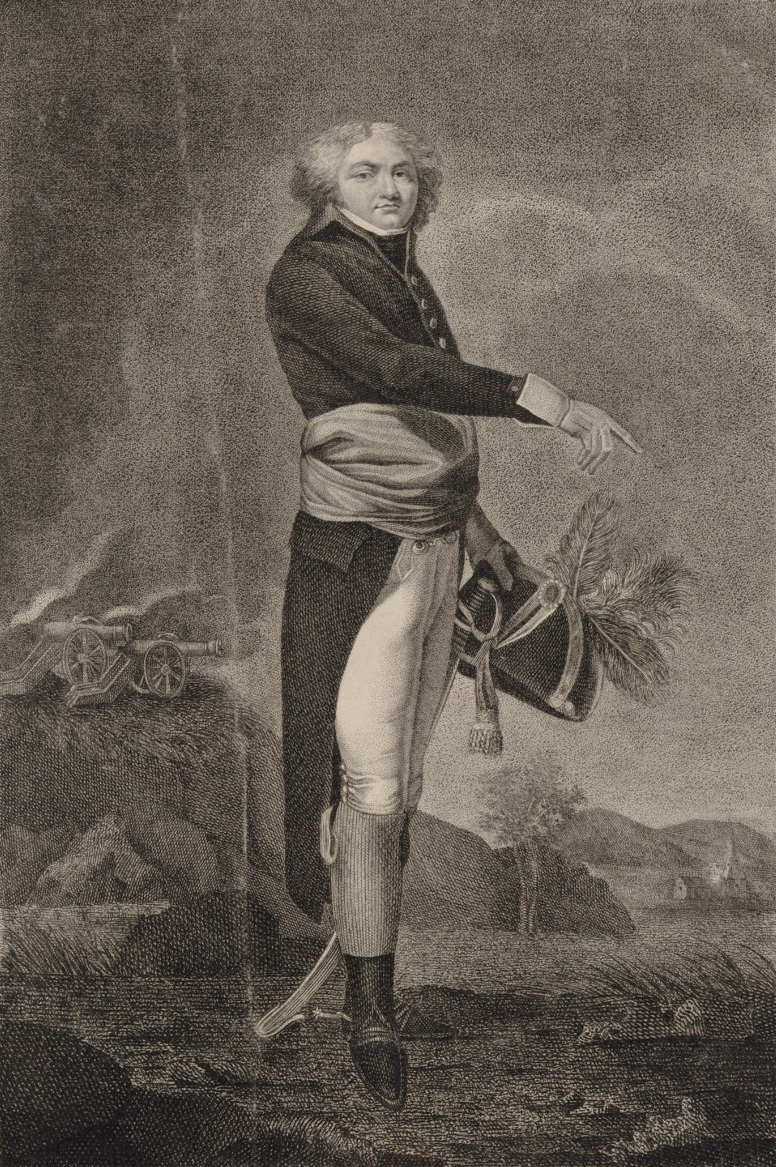
Portrait de Jean-Baptiste Kléber.